# 10111 Fresnel
10111 Fresnel è un asteroide della fascia principale. Scoperto nel 1992, presenta un'orbita caratterizzata da un semiasse maggiore pari a 2,5536362 au e da un'eccentricità di 0,0139307, inclinata di 14,84501° rispetto all'eclittica.
L'asteroide è dedicato al fisico francese Augustin-Jean Fresnel.